# 667

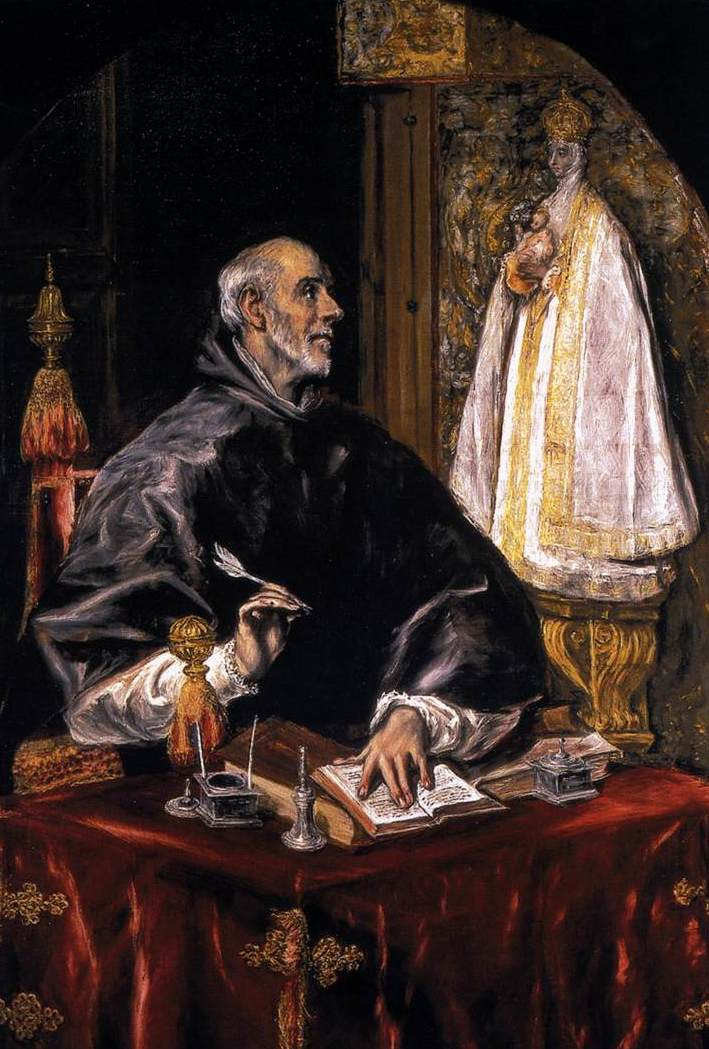
Ildefonsus van Toledo volgens El Greco (1604)

Het jaar 667 is het 67e jaar in de 7e eeuw volgens de christelijke jaartelling.

## Gebeurtenissen

### Arabische Rijk
- Prins Javanshir ("jonge leeuw") leidt in Kaukasisch Albanië (huidige Azerbeidzjan) tevergeefs een christelijke opstand tegen de Omajjaden. Albanië wordt een islamitische vazalstaat.

### Azië
- Dathopa Tissa II overlijdt na een regeerperiode van 8 jaar en wordt opgevolgd door Aggabodhi IV als koning van Ceylon.

## Religie
- Aubertus, bisschop van Atrecht, sticht de abdij van Sint-Vaast.

## Overleden
- 23 januari - Ildefonsus, aartsbisschop van Toledo